# Рокош

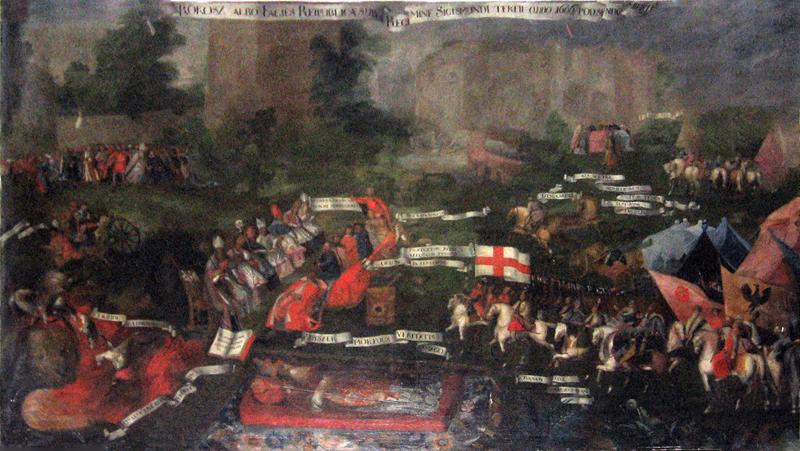
«Сандомирський рокош» (картина XVII ст.)

Ро́кош (пол. rokosz — в буквальному значенні бунт, повстання) — офіційне повстання проти короля, на яке мала право шляхта для захисту своїх прав і свобод. Спочатку це означало з'їзд шляхти (не лише депутатів) на сейм. Це слово прийшло в польську мову з Угорщини, де аналогічне зібрання називалося «Rákos». Під час рокошу шляхта формувала шляхетську конфедерацію спрямовану проти короля.
Право на рокош як бунт проти короля походило з середньовічного права на спротив королівській владі. Юридичною основою для рокошу було право на відмову слухатися короля (лат. non praestanda oboedientia), зафіксоване в так званому «Мельниківському привілеї» (23 жовтня 1501 р.), Генрихових артикулах 1573 року і «Pacta conventa» (всі вони підписувалися при обранні кожним королем, починаючи з Генріха Валуа).
Найвідоміші рокоші: рокош Зебжидовського, рокош Любомирського та війна кокоша (або куряча війна, львівський рокош).